# 金園社
金園社（きんえんしゃ、登記社名: 株式会社図書出版金園社）は、東京都中央区銀座にある出版社。1948年創業。この会社は、趣味、実用、資格、法律、美術など、幅広い分野の書籍を出版している。その後、後継者不足で、ダイセイコーの傘下に入った。最寄駅は、東京メトロ有楽町線の銀座一丁目駅である。なお、移転後の最寄り駅は銀座駅となった。

## 出版レパートリー
- 読みもの・教養
- そろばん
- 冠婚葬祭／マナー
- スピーチ／挨拶
- 外国語
- 園芸／盆栽
- 占い
- 生活
- ゲーム／クイズ
- おりがみ／あやとり／ぬりえ
- ラッピング
- 茶道／華道／着物
- 辞典／参考書
- ペット
- 料理
- 唄本（歌詞集）/音楽/ダンス
- 詩歌
- 古美術／古銭
- 絵画／工芸
- 妊娠出産／育児
- 釣り
- ビジネス
- 手紙／はがき
- 書道
- えんぴつなぞる本／練習帳
- 医学／健康／ダイエット
- 自動車免許
- スポーツ
- 将棋／囲碁／麻雀
- 家紋／家系
- 座禅
- 法律